# 哈嫩巴赫河
51°32′25.45″N 6°59′38.96″E / 51.5404028°N 6.9941556°E

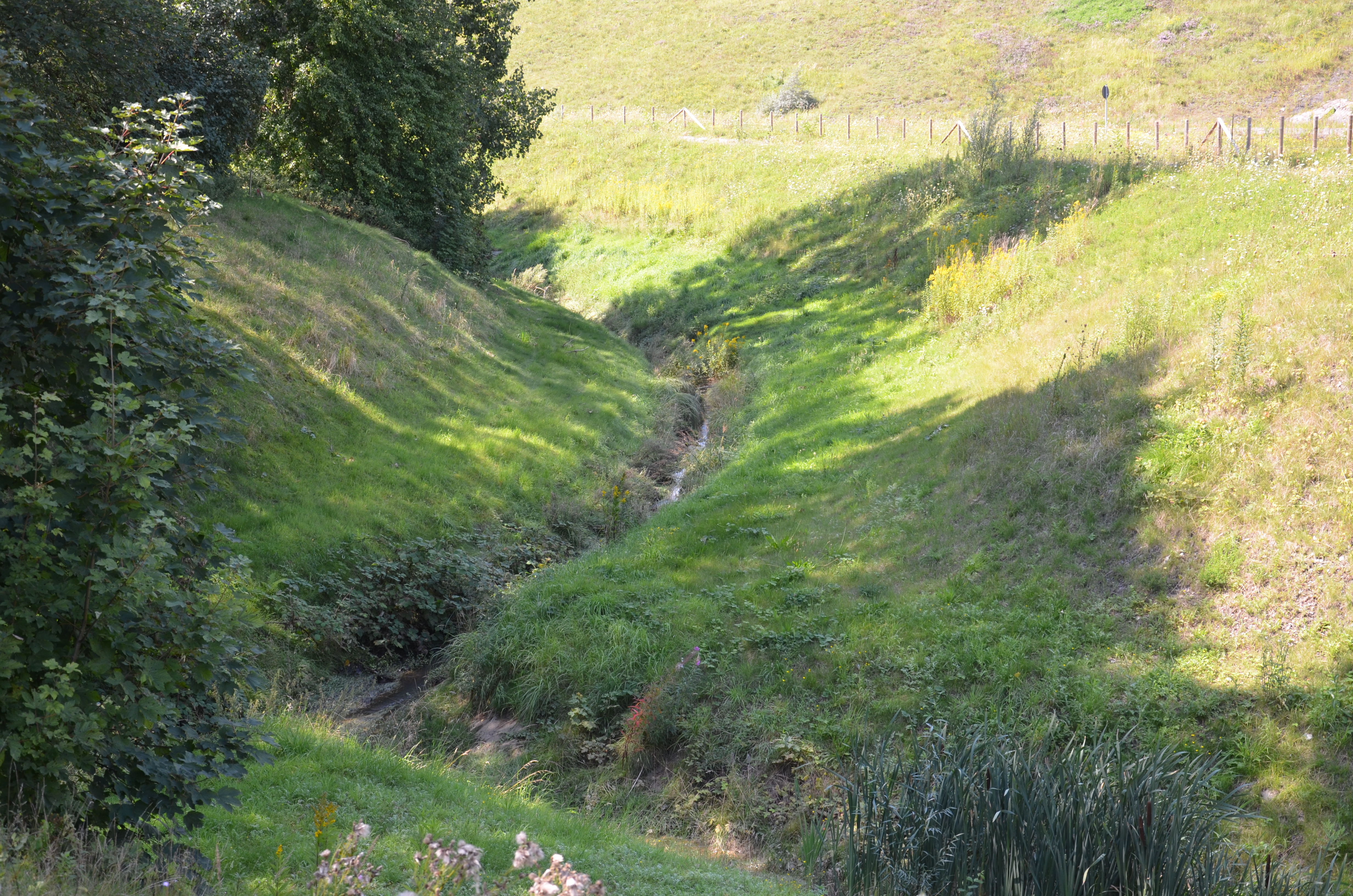

哈嫩巴赫河（德語：Hahnenbach），是德國的河流，位於該國西部，處於北萊茵-威斯特法倫州，屬於博耶河的左支流，河道全長2.9公里，流域面積5平方公里。